# صالح یالرود
بنای صالح یالرود مربوط به دوره صفوی است و در شهرستان نور، بخش بلده، دهستان شیخ فضل ا، روستای یالرود واقع شده و این اثر در تاریخ ۲۶ اسفند ۱۳۸۶ با شمارهٔ ثبت ۲۱۹۵۱ به‌عنوان یکی از آثار ملی ایران به ثبت رسیده است.